# Jürgen Dohme
Jürgen Dohme (* 24. Juni 1937 in Nürnberg) ist ein deutscher Filmproduzent.

## Leben
Dohme studierte nach dem Abitur in München an der Technischen Hochschule Maschinenbau und an der Ludwig-Maximilians-Universität Betriebswirtschaft. Von 1965 bis 1971 arbeitete er als Herstellungsleiter bei der Rob Houwer Film in München und von 1972 bis 1976 als freier Produktionsleiter bei den Filmfirmen Intertel, Polyphon und Multimedia. 1975 gründete er mit Bernhard Wicki die Scorpion Film, die dessen Film Die Eroberung der Zitadelle produzierte. Ab 1977 arbeitete Jürgen Dohme als freier Produzent. Dazu gründete er in München mit den Regisseuren Helmut Dietl 1977 die Balance Film, mit Dieter Wedel 1978 die Active Film und mit Tom Toelle 1979 die Tao Film. Diese drei Firmen produzierten neben Filmen der beteiligten Regisseure eine Reihe anderer Projekte.

## Filmografie
- 1976: Das Reich des Karl Schapeller (Dokumentarfilm) – Regie: Peter Gehrig
- 1977: Wer um meinetwillen sein Vaterland verläßt (Dokumentarfilm) – Regie: Peter Gehrig
- 1977: Die Eroberung der Zitadelle – Regie: Bernhard Wicki
- 1978: Billy the Kid (Dokumentarfilm) – Regie: Peter Gehrig
- 1978: Django Reinhard (Dokumentarfilm) – Regie: Peter Gehrig
- 1979: Saitenstrassen (Dokumentarfilm) – Regie: Peter Gehrig
- 1979: Der ganz normale Wahnsinn (Fernsehserie, 12 Folgen) – Regie: Helmut Dietl, Franz Geiger, Klaus Emmerich, Reinhard Schwabinitzky
- 1979: Der Durchdreher – Regie: Helmut Dietl
- 1979: Das Komplott – Regie: Dieter Wedel
- 1979: Treu und Redlichkeit – Regie: Tom Toelle
- 1980: Der Platzanweiser (Dokumentarfilm) – Regie: Peter Gehrig
- 1980: Spiel, Zigeuner, spiel für uns (Dokumentarfilm) – Regie: Peter Gehrig
- 1981: Wer den Schaden hat (Zweiteiler) – Regie: Dieter Wedel
- 1982: Warum hast du so traurige Augen – Regie: Tom Toelle
- 1982: Verführung inbegriffen (Dokumentarfilm) – Regie: Peter Gehrig
- 1983: Monaco Franze (Fernsehserie, 10 Folgen) – Regie: Helmut Dietl, Franz Geiger
- 1983: Woran hängt des Deutschen Herz (Dokumentarfilm) – Regie. Peter Gehrig
- 1984: Der Mann, der keine Autos mochte (Fernsehserie, 10 Folgen) – Regie: Dieter Wedel
- 1985: Die März Akte (Dokumentarfilm) – Regie: Peter Gehrig
- 1986: Detektivbüro Roth (Fernsehserie, 3 Folgen) – Regie: Thomas Engel
- 1986: Hafendetektiv (Fernsehserie, 24 Folgen) – Regie: Sigi Rothemund, Peter Fratzscher, Stefan Meyer, Markus Bräutigam, Peter Adam
- 1986: Rette mich, wer kann (Fernsehserie, 6 Folgen) – Regie: Franz Geiger
- 1986: Kir Royal (Fernsehserie, 6 Folgen) – Regie: Helmut Dietl
- 1987: Zwischen Himmel und Erde – Regie: Thomas Engel
- 1987: Das Bernsteinzimmer (Dokumentarfilm) – Regie: Peter Gehrig
- 1987: Der ganze Kosmos (Dokumentarfilm) – Regie: Peter Gehrig
- 1988: Plaza Real – Regie: Herbert Vesely
- 1988: Kampf der Tiger (Zweiteiler) – Regie: Dieter Wedel
- 1988: Liebe ist stärker als der Tod – Regie: Juraj Herz
- 1991: Tatort – Die chinesische Methode – Regie: Maria Knilli
- 1992: Zorc (Fernsehserie, 10 Folgen) – Regie: Klaus Emmerich, W. Brayne,Alain Birkinshaw, B. Mc Farlane
- 1993: Tatort – Ein Sommernachtstraum – Regie: Walter Bannert

## Auszeichnungen
- 1977 Filmband in Silber für „Die Eroberung der Zitadelle“
- 1979 Filmband in Silber für „Der Durchdreher“